# شهریانچ
شهریانچ، روستایی از توابع بخش آهوران شهرستان نیک‌شهر در استان سیستان و بلوچستان ایران است.

## جمعیت
این روستا در دهستان چانف قرار دارد و براساس سرشماری مرکز آمار ایران در سال 1390، جمعیت آن 825 نفر (205خانوار) بوده‌است. 

### جاهای دیدنی  و دیدنی روستای شهریانچ
به مانندآبادی پکیرملک، پکیرملک به زبان فارسی به معنی وطن فقیران است.
این آبادی مطعلق به طایفه دادین می باشد
وهمچنین آبادی گرجیر:
این آبادی به خاطرآب وهوای خنکی دارد بهترین جا برای تفریح است این آبادی یک آبشار پرآب. جذاب و همه فصلی را داراست. و محصولات این آبادی از برنج گرفته تا انواع میوه جات.
آبادی کسمزور:این آبادی دوتاسدپرآب دارد به همین دلیل زمین‌های کشاورزی بسیارپرباری را دارد. مثل. انار، انگور، خرما، پرتقال، سیب درختی، هلو، لیموشیرین و لیموترش. و آبادی سی سلمچان: این آبادی بزرگ‌ترین نخلستان بخش آهوران است خرمای این نخلستان با خرمای بم رقابت دارد
در شهریانچ آبادی‌های بسیار سرسبز و پرآبی وجود دارد که پذیرای مهمانش است مثل آبادی کسمزور که این آبادی دارای باغ‌های بسیار سرسبز و پر از میوه‌های آبدار و خوشمزه است.
میوه‌هایی مثل انار، هلو، لیموشیرین و لیموترش، انگور و همچنین آبادی گرچیر - آبادی گرچیر به خاطرآب و هوای بسیار خنکش در فصل تابستان جای بسیار خوبی برای تفریح است و در این آبادی یک آبشار پرآبی است که همه فصل پراز آب است و دارای باغ‌های بسیار بزرگ و سرسبزی است.
و یکی دیگر از آبادی روستای شهریانچ پکیرملک که فارسی معنی وطن فقیران است این آبادی جای بسیار سرسبزی است و محصولات بیشتراین آبادی گندم باقلا وانواع حبوبات و میوه‌هایی از جمله خیار هندوانه انار و هلو است و جبگنان آخرین آبادی جذاب روستای شهریانچ مرکز میوه جات بخش آهوران
از ریش سفیدانی مانند محمد دادین،چهارشنبه اعظمی،عبدرالرحمن براهیم، عیسی و فیض حمد کلیر می‌باشد
این روستا دارای بنا های ماهری چون عبدالغفار ،یار محمد و محمد بلوچی می‌باشد
همچنین دارای کارمندانی چون :شفی محمد صدیقی،حنیف درزاده،زبیر صدیقی،سعید حکیمی،سجاد حکیمی،کورش حکیمی،ناصر ریسی،کریم بخش حق طلب ،خدابخش بلوچی می‌باشد
شغل بیشتر مردمان این روستا صیادی می‌باشد که از این راه امرار معاش می‌کنند
این روستا دارای سه محله از جمله:کچ پیش،کهیر دن و آمیتگ می‌باشد
این روستا دارای زمین های حاصلخیز برای کشاورزی از جمله گندم برنج، حبوبات و نخلستانی بسیار بزرگ برخوردار است
این روستا دارای دو مدرسه ابتدایی پسرانه و دخترانه هر کدام شش کلاسه و یک مکتب (مدرسه دینی خدیجه الکبری) می‌باشد